# アンカレッジ交響楽団
アンカレッジ交響楽団（-こうきょうがくだん、英: Anchorage Symphony Orchestra）は、アメリカ合衆国アラスカ州アンカレッジに拠点を置くセミプロフェッショナルのオーケストラ。

## 概要
1946年に演奏団体を欲する音楽家達の団体の手によって創設された。第1回目のプログラムはアンカレジ・リトル・シアターとの共同でチャールズ・ディッケンズのクリスマス・キャロルを上演した。最初期には17人の楽員で構成されていたアンカレッジ交響楽団も、ピーター・バーチを指揮者に迎えた1950年代を通して、32人の楽員からなるオーケストラに成長した。また、ノーススロープ油田の開発によりアンカレッジ市の都市開発は進み、エルメンドルフ空軍基地の軍駐留に伴ってアンカレッジ交響楽団はセミプロフェッショナルの音楽団体に成長した。今日、アンカレッジ交響楽団は寄付金と役員会、オーディションを経た80人の音楽家を誇りにしている。2001年、「卓越した芸術団体のための芸術市長賞（Mayor's Arts Award for an Outstanding Arts Organization）」及び「卓越した芸術団体のための芸術州知事賞（Governor's Arts Award for an Outstanding Arts Organization）」を受賞した。
アンカレッジ交響楽団は、アンカレッジのダウンタウンに位置するアラスカ・センター・フォー・ザ・パフォーミング・アーツで演奏している。